# 若美郵便局
若美郵便局（わかみゆうびんきょく）は、秋田県男鹿市角間崎にある郵便局。民営化前の分類では集配特定郵便局であった。

## 概要
住所：〒010-0499 秋田県男鹿市角間崎家ノ下121

## 沿革
- 1880年（明治13年）7月1日 - 鵜木（うのき）郵便局（五等）として開設[1]。
- 1885年（明治18年）11月16日 - 貯金取扱を開始。
- 1899年（明治32年）11月1日 - 為替取扱を開始。
- 1900年（明治33年）7月1日 - 小包郵便取扱を開始[2]。
- 1901年（明治34年）2月1日 - 南秋田郡潟西村大字角間崎に移転すると共に、角間崎（かくまざき）郵便局に改称[3]。
- 1915年（大正4年）7月15日 - 潟西郵便局に改称[4]。
- 1916年（大正5年）4月1日 - 府県税納入振替貯金特別取扱を開始[5]。
- 1932年（昭和7年）12月16日 - 電話通話事務を開始[6]。
- 1937年（昭和12年）
  - 5月11日 - 電話規則による電話事務を開始[7]。
  - 11月1日 - 電話交換業務を開始[8]。
- 1958年（昭和33年）4月1日 - 琴浜郵便局に改称[9]。
- 1960年（昭和35年）
  - 10月 - 南秋田郡琴浜村角間崎字家ノ下121に局舎を新築、移転[10]。
  - 12月1日 - 払戸郵便局から電話交換業務を移管。
- 1967年（昭和42年）10月16日 - 払戸郵便局から和文電報配達業務を移管。
- 1968年（昭和43年）8月 - 局舎を増築[10]。
- 1970年（昭和45年）11月1日 - 町制施行に伴い、住所が南秋田郡若美町角間崎字家ノ下121となる。
- 1973年（昭和48年）4月1日 - 若美郵便局に改称[10]。
- 1974年（昭和49年）2月27日 - 電話交換業務を男鹿電報電話局に移管。
- 1975年（昭和50年）12月 - 局舎を増改築[10]。
- 1981年（昭和56年）3月2日 - 五里合郵便局から和文電報配達業務を移管。
- 2005年（平成17年）3月22日 - 行政区画変更に伴い、住所が男鹿市角間崎字家ノ下121となる。
- 2007年（平成19年）10月1日 - 民営化に伴い、併設された郵便事業秋田支店若美集配センターに一部業務を移管。
- 2012年（平成24年）10月1日 - 日本郵便株式会社発足に伴い、郵便事業秋田支店若美集配センターを若美郵便局に統合。

## 取扱内容
- 郵便、印紙、ゆうパック、チルドゆうパック、内容証明、国際郵便
- 貯金、為替、振替、振込、国債、財形定額貯金
- 生命保険、バイク自賠責保険、がん保険
- 宝くじの販売
- ゆうちょ銀行ATM
- 男鹿市内の一部地域および南秋田郡大潟村内全域（〒010-04xx）の集配業務

## 周辺
- 男鹿市役所若美庁舎
- 八郎潟西部承水路
- 秋田県道54号男鹿琴丘線
- 秋田県道304号払戸琴川線

## アクセス
- 秋田中央交通バス 角間崎停留所下車
- 秋田県道54号男鹿琴丘線沿い
- 駐車場あり：4台